# Fanboy i Chum Chum
Fanboy i Chum Chum (ang. Fanboy and Chum Chum) – amerykański serial animowany stworzony przez Erica Roblesa dla telewizji Nickelodeon, na podstawie odcinka z serii Random! Cartoons zatytułowanego Fanboy. Serial został wyprodukowany przez Frederator Studios oraz Nickelodeon Animation Studio. Serial został stworzony w technologii 3D CGI. Emisja w Nickelodeon Polska trwała 1 marca 2009 do 30 września 2012.
Piosenka przewodnia została napisana przez Brada Josepha Breeck'a i wykonana przez punkowy zespół The Mae Shi.

## Fabuła
Serial opowiada o dwóch przyjaciołach, Fanboy'u i Chum Chum, którzy są nadpobudliwymi, energicznymi i nierozgarniętymi chłopcami z obsesją na punkcie komiksów o superbohaterach i science fiction. Wiele odcinków jest parodiami znanych filmów lub zawierają odniesienia do kultury popularnej, a także surrealistycznie ukazują życie codzienne i dylematy, w które uwikłani są główni bohaterowie.

## Bohaterowie

### Główni
- Fanboy – główny bohater serialu. Ma 11 lat, aktywną wyobraźnię, zapał do zabawy i chęć przeżywania przygód. Pochodzi ze starego rodu woźnych. Lubi spędzać cały swój czas z najlepszym przyjacielem, Chum Chumem. Niechęć do nauki odziedziczył po dziadku, Grandboyu. Zawsze broni Chum Chuma przed Yo. Nosi zielono-fioletowy strój. W odcinku Rozłąka ujawnił, że ma na imię Tobiasz. W odcinku Lodo-Roller-Coaster panicznie się bał kolejki. Umie grać symfonię Beethovena na pachę.
- Chum Chum – najlepszy przyjaciel Fanboya oraz jego pomocnik. Nosi pomarańczowy strój i maskę na oczach, oraz majtki na wierzchu. Ma dziewięć i pół roku. Chum Chum jest bardzo energiczny, posiada nieposkromiony entuzjazm i dziecięcą żartobliwość. W odcinku Niesamowity Chulk potrafi zmienić się w pomarańczowego olbrzymiego potwora, gdy Fanboy go rozśmieszy. W odcinku Szkoła przetrwania Fanboy nazywa go sir Czesławem, co może sugerować jego szlacheckie pochodzenie.

### Drugoplanowi
- Kyle – jest czarodziejem. Ma rude włosy, bluzę w pomarańczowo-czerwone paski, pelerynę i aparat na zębach. Używa do uprawiania czarów różdżki i nekronomikonu. Mówi z brytyjskim akcentem. Nie cierpi Fanboya i Chuma Chuma. Uczęszczał do akademii dla czarodziejów do czasu, gdy został niesprawiedliwie z niej wydalony po zamienieniu profesora w szarlotkę. Panicznie boi się gryfów. Jego rywalem jest Zygmunt Mag.
- Yo – jest przyjaciółką Fanboya i Chum Chuma. Ma 11 lat. Jest słodką, szczęśliwą dziewczyną. Kocha cyfrowe domowe Yamaguchi (parodia Tamagotchi). Podkochuje się w Chum Chumie i pragnie go mieć na własność. W odcinku Wymiana uwięziła Chum Chuma w naturalnych rozmiarów Yamaguchi. Yo wykazuje, że jest utalentowanym kawalarzem, kiedy stale robi kawały Fanboyowi w dzień żartów.
- Ozwald „Oz” Harmounian – przyjaciel Fanboya i Chum Chuma. Fanboy i Chum Chum mówią, że jest „wszystkowiedzącym”, ale w rzeczywistości jest frajerem oraz łowcą kolekcjonowania. Wciąż mieszka z matką. Często mówi „poważka” jako sposób akcentujący jego opinie. Ma koński ogon, brodę i nosi czarną skórzaną kurtkę. Ma 20 lat.
- Lenny – zastępca szefa Frosty Mart, ulubionego sklepu Fanboya i Chum Chuma, za którymi nie przepada. Nie cierpi nawet swojej pracy. Pełni też rolę kasjera w kinie (odc. Filmowe Szaleństwo) oraz prowadzi Lodo-roller-coaster (odc. Lodo-Roller-Coaster). Potrafi być bardzo szczęśliwy, gdy jeździ na rowerze (odc. Śledztwo).
- Boogregard „Boog” Shlizetti – pracownik Frosty Mart, typowy łobuz. Ma obsesję na punkcie gry Chim Chomp i często tam przychodzi, by grać zamiast pracować. Często bije innych, mówiąc „Ba-bah”.
- Hank Mufflin – nauczyciel w szkole. Jest zrzędliwy i marudny. Nie cierpi każdego aspektu pracy i chciałby przejść na emeryturę. Pomimo tego potrafi być zabawny.
- Lupe – jedna z koleżanek Fanboya i Chum Chuma. Ma 11 lat. Kiedyś wspomniała, że ma wujka, który ożenił się z kurczakiem i był tak szalony jak Chum Chum. Zakochała się w Fanboyu po tym, jak uratował ją przed pająkiem (odc. Super-chłopak).
- Michael – uczeń ze szkoły i kolega Fanboya i Chum Chuma. Jest podobny do Michaela Jacksona i tańczy tak jak on.
- Russ Poopatine – jest woźnym w szkole. Z wyglądu jest parodią Imperatora Palpatine’a. Jest bladym, chudym, sękatym starcem w ciemnej koszuli z kapturem. Korzysta z zaawansowanych technologii (odc. Woźny nawiedza szkołę). Zbudował kontener na odpadki zwany jako „Śmieciowa gwiazda”, co jest aluzją do „Gwiazdy śmierci” (odc. Uczeń woźnego).

### Epizodyczni
- Mniam Mniam – jednooki stwór powstały z gumy uzbieranej przez Fanboya i Chum Chuma. Potrafi puszczać balonowe gazy.
- Thorwald – wiking, który był zamrożony w lodzie. Chciał dostać się do Walhalli, w końcu udało mu się to zrobić, wygrywając w grę, w która polegała na uderzaniu smoków młotkiem. W odcinku „W poszukiwaniu straconego topora” powraca na ziemię by odszukać stracony topór. Później zakochuje się w Pani Kram.
- Dr. Akula – chirurg plastyczny, który jest Wampirem. Zrobił szyję dla Chum Chuma i chciał ją ugryźć, jednak ugryzł Fanboya i otrzymał czynności takie jak czytanie komiksów, granie w gry wideo i jedzenie słodkiego bimbalino (po zjedzeniu miał wzdęcia). Później został zniszczony przez światło słoneczne, kiedy próbował wracać do zamku.
- Człowiek Arktyka – super-bohater, idol Fanboya, Chum Chuma i innych. Ma lodową moc.
- Truchcik – elektroniczne zwierzątko Yo. W odcinku Cmentarz dla cyfrowych zwierzaków dała go pod opiekę Fanboyowi i Chum Chumowi, jednak Fanboy dał mu nadmiar ciasteczek ze zdenerwowania. Bohaterowie próbowali go wskrzesić, ale zamienili go przez to w zombie. Dopiero matka Oza go „udomowiła”.
- Sztynk – prawa ręka Fanboya, która ożyła, ponieważ się nie kąpał. Miał oczy osadzone na grzybach, które wyrosły od niemycia. Okazał się złym bohaterem, który chciał zrobił „skok na babkę”, okradając charytatywny zbiór wypieków w szkole. Został „wymyty” z Fanboya i „przeniósł” się na buty Poopatina.
- Marsha – niegdyś wzorowa uczennica. Chciała się zemścić na Fanboyu za to, że źle napisała test po tym jak on go obsmarkał, tym samym rujnując jej życie. Trafiła do przedszkola.
- Dolarnator – robot od hot-dogów, który pomaga Fanboyowi i Chum Chumowi w różnych potrzebach.
- Agent Johnson – wieloczynny agent w Galaxy Hills.
- Muk Muk – kuzynka Chum Chuma, podobna do niego. Jest dzika i nieokrzesana.
- Zygmunt Mag – najbardziej utalentowany mag. Osiągnął więcej sukcesów w akademii niż Kyle. Ma wielu fanów, co denerwuje Kyle’a. Chciał zrobić z Fanboya i Chum Chuma służących w zamian za to, by Kyle mógł powrócić do akademii, jednak Kyle odmówił mówiąc, że Fanboy i Chum Chum są jego przyjaciółmi. Nazywa Kyle’a „Zatwardziałym”.
- Pani Kram – kucharka w szkole.
- Globalne Ocieplenie – główny wróg Człowieka Arktyki. Posiada moce wytwarzające gorąco.
- Brizwald – kuzyn Oza, który nosi okulary słoneczne i żółtą kurtkę. Chciał z pomocą swojego własnego cienia ukraść komiks Oza. Często mówi: „Serio, Serio”.
- Lemuel – asystent Lenny’ego, który jest większy i silniejszy niż Boog.

## Wersja polska
Wersja polska: na zlecenie Nickelodeon Polska – Master Film
Dialogi i reżyseria: Dariusz Dunowski
Dźwięk i montaż: Aneta Michalczyk-Falana
Teksty piosenek: Andrzej Brzeski
Kierownictwo muzyczne: Piotr Gogol
Kierownictwo produkcji:
- Katarzyna Górka-Fertacz (odc. 1-36),
- Agnieszka Kołodziejczyk (odc. 37-40, 42)

Nadzór merytoryczny: Aleksandra Dobrowolska i Katarzyna Dryńska
Wystąpili:
- Marcin Hycnar – Fanboy
- Dominika Kluźniak – Chum Chum
- Paweł Ciołkosz – Boog
- Grzegorz Kwiecień –
  - Oz,
  - Człowiek Arktyka (odc. 9, 11, 19, 20, 21, 26, 31, 33, 37, 39, 42, 43, 48)
- Grzegorz Pawlak – pan Mufflin
- Izabela Dąbrowska – Yo
- Sebastian Cybulski – Kyle
- Michał Sitarski – Lenny
- Miłogost Reczek – Woźny Poopatine
- Mirosława Nyckowska –
  - Mama Oza,
  - Pani Dolarnator (odc. 38),
  - Kuchara (odc. 40)
- Kamila Boruta-Hycnar – Lupe
- Klara Bielawka – Nancy
- Wojan Trocki –
  - Michael,
  - Chris (odc. 26)
- Maciej Wojdyła –
  - Yum Yum,
  - Robot (odc. 8)
- Sebastian Świerszcz – Megatech (odc. 3)
- Wojciech Michalak – Spiker (odc. 3)
- Jakub Kamieński – Fan słoików (odc. 3)
- Marcin Mroziński – Sztynk (odc. 4)
- Sławomir Pacek –
  - Berry (odc. 5, 32),
  - Mr Trick (odc. 36)
- Monika Wierzbicka – Kiki (odc. 6)
- Mirosław Guzowski – Doktor Akula (odc. 7)
- Wojciech Paszkowski –
  - Nekronomikon (odc. 9, 13, 17, 20),
  - Elf (odc. 11),
  - Tajemniczy klient (odc. 12),
  - Przedstawiciel (odc. 14),
  - Ultra Ninja (odc. 15),
  - Elf (odc. 19),
  - Johnson (odc. 22, 26),
  - Narrator (odc. 23)
- Jacek Król –
  - Torwald (odc. 10, 25),
  - Lemuel (odc. 30),
  - Radny Toaleta (odc. 31)
- Agnieszka Kunikowska –
  - Lawarz (odc. 11),
  - Panna Olive (odc. 12),
  - Julie (odc. 38),
  - Lady Truskawka (odc. 40),
  - Pam (odc. 42)
- Barbara Zielińska –
  - Mildred (odc. 11),
  - Kram (odc. 13, 35)
- Anna Sroka – Marsha (odc. 12)
- Wojciech Solarz – Zygmunt Mag (odc. 17)
- Michał Konarski –
  - Globalne Ocieplenie (odc. 20, 27, 37),
  - Dolarnator (odc. 22, 23, 26, 29, 32, 33, 35, 37, 38, 39, 40),
  - Radny Bidet (odc. 31)
- Elżbieta Jarosik – Kram (odc. 25)
- Józef Pawłowski – Przedszkolak (odc. 25)

oraz:
- Angelika Kurowska
- Olga Sarzyńska
- Stefan Pawłowski

Piosenki śpiewali:
- Artur Bomert (odc. 1-39),
- Piotr Gogol (odc. 27-31, 36),
- Katarzyna Łaska (odc. 33),
- Małgorzata Szymańska (odc. 33, 36),
- Dominika Kluźniak (odc. 36),
- Bartosz Kuśmierczyk (odc. 36)

Lektorzy:
- Radosław Popłonikowski (odc. 1-22),
- Paweł Bukrewicz (odc. 23-46)

## Spis odcinków
| Premiera odcinka | N/o | Polski tytuł                      | Angielski tytuł                  |
| ---------------- | --- | --------------------------------- | -------------------------------- |
|                  |     |                                   |                                  |
| SERIA PIERWSZA   |     |                                   |                                  |
|                  |     |                                   |                                  |
| 14.06.2010       | 01  | Czaruś                            | Wizboy                           |
| 14.06.2010       | 01  | Nosomania                         | Pick a Nose                      |
|                  |     |                                   |                                  |
| 15.06.2010       | 02  | Woźny nawiedza szkołę             | The Janitor Strikes Back         |
| 15.06.2010       | 02  | Dolar-nator                       | Dollar Day                       |
|                  |     |                                   |                                  |
| 16.06.2010       | 03  | Wymiana                           | Trading Day                      |
| 16.06.2010       | 03  | Trudna decyzja                    | The Hard Sell                    |
|                  |     |                                   |                                  |
| 17.06.2010       | 04  | Cmentarz dla cyfrowych zwierzaków | Digital Pet Cemetery             |
| 17.06.2010       | 04  | Śmierdzący sposób bycia           | Fanboy Stinks                    |
|                  |     |                                   |                                  |
| 02.07.2010       | 05  | Ja, Fanbot                        | I, Fanbot                        |
| 02.07.2010       | 05  | Gorączka słodkie bimbalino        | Berry Sick                       |
|                  |     |                                   |                                  |
| 18.06.2010       | 06  | Filmowe szaleństwo                | Chimp Chomp Chumps               |
| 18.06.2010       | 06  | Skarb                             | Precious Pig                     |
|                  |     |                                   |                                  |
| 31.10.2010       | 07  | Fan-zły                           | Fangboy                          |
| 31.10.2010       | 07  | Potwór we mgle                    | Monster in the Mist              |
|                  |     |                                   |                                  |
| 01.07.2010       | 08  | Mózgo brak                        | Fanboyfriend                     |
| 01.07.2010       | 08  | Super chłopak                     | Brain Drain                      |
|                  |     |                                   |                                  |
| 03.07.2010       | 09  | Kurza ospa                        | Chicken Pox                      |
| 03.07.2010       | 09  | Najdroższa Moppy                  | Moppy Dearest                    |
|                  |     |                                   |                                  |
| 15.07.2010       | 10  | Torwald Rudy                      | Norse-ing Around                 |
| 15.07.2010       | 10  | Uczeń woźnego                     | The Janitor's Apprentice         |
|                  |     |                                   |                                  |
| 22.07.2010       | 11  | Usprawiedliwienie                 | Excuse Me                        |
| 22.07.2010       | 11  | Nocoranek                         | Night Morning                    |
|                  |     |                                   |                                  |
| 29.07.2010       | 12  | Marsha                            | Marsha, Marsha, Marsha           |
| 29.07.2010       | 12  | Tajemniczy klient                 | Secret Shopper                   |
|                  |     |                                   |                                  |
| 05.08.2010       | 13  | Dzień psikusów                    | Prank Master                     |
| 05.08.2010       | 13  | Kramilifilifionka                 | Little Glop of Horrors           |
|                  |     |                                   |                                  |
| 12.08.2010       | 14  | Złe zabawki                       | Total Recall                     |
| 12.08.2010       | 14  | Dolewkowe szaleństwo              | Refill Madness                   |
|                  |     |                                   |                                  |
| 26.08.2010       | 15  | Frosty Bus                        | The Frosty Bus                   |
| 26.08.2010       | 15  | Ultra Ninja                       | The Tell-Tale Toy                |
|                  |     |                                   |                                  |
| 19.08.2010       | 16  | Skutki zabaw w deszczu            | Cold War                         |
| 19.08.2010       | 16  | W bańce                           | Fanboy in a Plastic Bubble       |
|                  |     |                                   |                                  |
| 02.09.2010       | 17  | Zygmunt Mag                       | Sigmund The Sorcerer             |
| 02.09.2010       | 17  | Fan-korsarz                       | Fanboy A’Hoy!                    |
|                  |     |                                   |                                  |
| 04.11.2010       | 18  | Szkoła przetrwania                | Fan vs. Wild                     |
| 04.11.2010       | 18  | Mini Fanboy                       | The Incredible Shrinking Fanboy  |
|                  |     |                                   |                                  |
| 11.11.2010       | 19  | Rozłąka                           | Separation Anxiety               |
| 11.11.2010       | 19  | Pinokio                           | Strings Attached                 |
|                  |     |                                   |                                  |
| 18.11.2010       | 20  | Księga umarłych                   | The Book Report of the Dead      |
| 18.11.2010       | 20  | Stan Arktyka                      | Stan Arctica                     |
|                  |     |                                   |                                  |
| 25.11.2010       | 21  | Lodo-rollercoaster                | Man-Arctica the Ride             |
| 25.11.2010       | 21  | Dwuręczność                       | Fan-Bidextrous                   |
|                  |     |                                   |                                  |
| 02.12.2010       | 22  | Szeregowiec Chum Chum             | Saving Private Chum Chum         |
| 02.12.2010       | 22  | Dżingiel                          | Jingle Fever                     |
|                  |     |                                   |                                  |
| 09.12.2010       | 23  | Płatki Człowieka Arkty-Chrup      | Eyes on the Prize                |
| 09.12.2010       | 23  | Lemoniadowy Fanboy                | Battle of the Stands             |
|                  |     |                                   |                                  |
| 16.12.2010       | 24  | Władca megapierścienia            | Lord of the Rings                |
| 16.12.2010       | 24  | Niesamowity Chulk                 | The Incredible Chulk             |
|                  |     |                                   |                                  |
| 23.12.2010       | 25  | W poszukiwaniu straconego topora  | Norse Code                       |
| 23.12.2010       | 25  | Śledztwo                          | The Great Bicycle Mystery        |
|                  |     |                                   |                                  |
| 30.12.2010       | 26  | Terapia wstrząsowa                | A Bopwork Orange                 |
| 30.12.2010       | 26  | Arktyczny berek                   | Freeze Tag                       |
|                  |     |                                   |                                  |
| SERIA DRUGA      |     |                                   |                                  |
|                  |     |                                   |                                  |
| 06.10.2011       | 27  | Jam Ci jest Człowiek Arktyka      | I’m Man-Arctica                  |
| 06.10.2011       | 27  | To nie jest Toy Story             | No Toy Story                     |
|                  |     |                                   |                                  |
| 13.10.2011       | 28  | GameBoy                           | GameBoy                          |
| 13.10.2011       | 28  | Egzamin                           | Crib Notes                       |
|                  |     |                                   |                                  |
| 20.10.2011       | 29  | Wakacje                           | Schoolhouse Lock                 |
| 20.10.2011       | 29  | Powrót z przyszłości              | Back from the Future             |
|                  |     |                                   |                                  |
| 27.10.2011       | 30  | Odcinek stomatologiczny           | Tooth or Scare                   |
| 27.10.2011       | 30  | Niewiedzy czar                    | The Big Bopper                   |
|                  |     |                                   |                                  |
| 03.11.2011       | 31  | Urodzinowy prezent                | Present Not Accounted For        |
| 03.11.2011       | 31  | Rada strażników                   | The Sword in the Throne          |
|                  |     |                                   |                                  |
| 10.11.2011       | 32  | Różowe wyszło, czyli super gatki  | Brain Freeze                     |
|                  |     |                                   |                                  |
| 17.11.2011       | 33  | Dzień szlamu                      | Slime Day                        |
| 17.11.2011       | 33  | Elektrowstrząsy                   | Boog Zapper                      |
|                  |     |                                   |                                  |
| 24.11.2011       | 34  | Ryzykowny interes                 | Risky Brizness                   |
| 24.11.2011       | 34  | Dyżurni                           | Kids in the Hall                 |
|                  |     |                                   |                                  |
| 01.12.2011       | 35  | Wakacje marzeń                    | Frosty Mart Dream Vacation       |
| 01.12.2011       | 35  | Upiorna wycieczka                 | Field Trip of Horrors            |
|                  |     |                                   |                                  |
| 08.12.2011       | 36  | Oj, będzie ryk                    | There Will Be Shrieks            |
|                  |     |                                   |                                  |
| 07.09.2012       | 37  | Igloo na uboczu                   | Igloo of Irritation              |
| 07.09.2012       | 37  | HipnOZa                           | HypnotOZed                       |
|                  |     |                                   |                                  |
| 14.09.2012       | 38  | Robo-mans                         | Robo-mance                       |
| 14.09.2012       | 38  | Grzechoskunksozwierz              | Rattleskunkupine!                |
|                  |     |                                   |                                  |
| 21.09.2012       | 39  | Bańko-akcja                       | Bubble Trouble                   |
| 21.09.2012       | 39  | Szczęściarz Charlie               | Lucky Chums                      |
|                  |     |                                   |                                  |
| 28.09.2012       | 40  | Lady Truskawka                    | The Last Strawberry Fun Finger   |
| 28.09.2012       | 40  | Awaria                            | Power Out                        |
|                  |     |                                   |                                  |
| 05.10.2012       | 41  | Niebo w gębie i po zębie          | Dental Illness                   |
| 05.10.2012       | 41  | Nowy rekord                       | Champ of Chomp                   |
|                  |     |                                   |                                  |
| 12.10.2012       | 42  | Wszy                              | Lice Lice Baby                   |
| 12.10.2012       | 42  | Buboy                             | Get You Next Time                |
|                  |     |                                   |                                  |
| 08.12.2012       | 43  | Jagodowa Gwiazdka                 | A Very Brrr-y Icemas             |
|                  |     |                                   |                                  |
| 19.10.2012       | 44  | Zdjęcie                           | Funny Face                       |
| 19.10.2012       | 44  | Od ciastek precz                  | Put That Cookie Down             |
|                  |     |                                   |                                  |
| 26.10.2012       | 45  | Splot przyjaźni                   | Two Tickets to Paladise          |
| 26.10.2012       | 45  | Zwycięzcy                         | The Winners                      |
|                  |     |                                   |                                  |
| 02.11.2012       | 46  | Czar gra                          | Hex Games                        |
| 02.11.2012       | 46  | Wycieranie                        | Speed Eraser                     |
|                  |     |                                   |                                  |
| 25.02.2013       | 47  | Herosi kontra złoczyńcy           | Heroes vs. Villains              |
| 25.02.2013       | 47  | Piżama party                      | Face-Eating Aliens From Planet X |
|                  |     |                                   |                                  |
| 26.02.2013       | 48  | Różowa gorączka                   | The Cold Rush                    |
| 26.02.2013       | 48  | Obóz z Arktyką                    | Camp-Arctica                     |
|                  |     |                                   |                                  |
| 27.02.2013       | 49  | Dinozaury                         | Buddy Up                         |
| 27.02.2013       | 49  | Normalny dzień                    | Normal Day                       |
|                  |     |                                   |                                  |
| 28.02.2013       | 50  | Mega mikrofon                     | Microphonies                     |
| 28.02.2013       | 50  | Bimbalino                         | Freezy Freaks                    |
|                  |     |                                   |                                  |
| 01.03.2013       | 51  | Dobrzy i źli                      | Super Chums                      |
|                  |     |                                   |                                  |
| 01.03.2013       | 52  | Klony                             | Attack of the Clones             |
| 01.03.2013       | 52  | Tajny klub                        | Secret Club                      |
|                  |     |                                   |                                  |

## Błędy w emisji
- Dnia 17 czerwca 2010 roku czwarty odcinek został przez pomyłkę wyemitowany ze złą wersją językową (angielską) niezgodną z polską emisją. Na kolejnych powtórkach Nickelodeon wyemitował go już z polskim dubbingiem.
- Dnia 15 kwietnia 2011 roku odcinek Płatki człowieka Arkty-Chrup został przez pomyłkę wyemitowany z niewłaściwym obrazem i nieprawidłową synchronizacją dźwięku z obrazem.
- Dnia 14 maja 2011 roku drugi odcinek został przez pomyłkę wyemitowany ze złą wersją językową (rosyjską) niezgodną z polską emisją.
- Dnia 15 maja 2011 roku trzeci odcinek również został przez pomyłkę wyemitowany ze złą wersją językową (rosyjską) niezgodną z polską emisją.